# Jeanne Tavernier
Pour les articles homonymes, voir Tavernier.
Jeannette Ruplinger, née Jeanne Augusta Tavernier le 24 janvier 1922 à Saint-Genis-Laval (Rhône) et morte le 17 août 2014 à Joyeuse (Ardèche), est une résistante française.

## Biographie
Fille de Pierre Tavernier, marchand primeur, et d’Eugénie Dorléans, elle passe toute son enfance à Anse, dans le Beaujolais.

### Dans la Résistance
En 1942, alors qu'elle est employée à l’École universelle de Paris, repliée à Lyon, elle est présentée par un cousin au jeune Hugues Barange (alias Cordier), un des responsables des Forces unies de la jeunesse (les « FUJ », est le mouvement qui regroupe les jeunes des MUR, Mouvements unis de la Résistance).
Elle est mise en contact avec le groupe qui se mobilise pour aider les jeunes à échapper au travail obligatoire en Allemagne.
D'abord sollicitée pour de petites opérations (transport de valises, tracts à déposer dans les boîtes aux lettres, hébergement de gens de passage à Lyon), elle en vient à prendre plus de responsabilité.
Elle dirige à Lyon le service faux papiers et le service social des FUJ, sous le pseudonyme d’Huguette Bienvenue. Elle s'engage ensuite également au service faux papiers des Mouvements unis de la Résistance (les « MUR » sont nés de la fusion des mouvements Combat, Libération-Sud et Franc-Tireur).
Les 8-9 juillet 1944, alors qu'elle est en mission à Valence, elle échappe à l'arrestation à son domicile, cours Gambetta, de 5 autres dirigeants des FUJ (Henri Debiez, Hugues Barange, Pierre-Georges Poncet, Pierre Toesca, Henri Denis).
De retour quelques jours plus tard, elle découvre son appartement dévasté et décide alors d’aller prévenir le siège du service faux papiers du MUR, rue Jacquard dans le quartier de la Croix-Rousse. Quand elle découvre que la serrure a aussi été forcée, elle tente de quitter l’immeuble mais des hommes du SD lui tirent dessus dans la cage d’escalier.
Interrogée au siège de la Gestapo par Francis André, elle ne livre aucun renseignement. Elle est conduite à la prison Montluc, où aucun soin ne lui est donné et où elle restera emprisonnée aux côtés de Jeanine Sontag. 
Le 20 août 1944,  elle fait partie de l’appel sans bagage qui désigne les 120 suppliciés du Fort de Côte-Lorette. Elle est finalement repoussée dans sa cellule sans explication.
A la libération de la prison, quelques jours plus tard, le 24 août, elle est transportée à l’hôpital Grange-Blanche.  C’est là qu’elle rédige une lettre, aujourd'hui exposée au Centre d'Histoire de la Résistance et de la Déportation (Lyon), dans laquelle elle fait part de son désir de reprendre la lutte au plus vite.

### Après-guerre

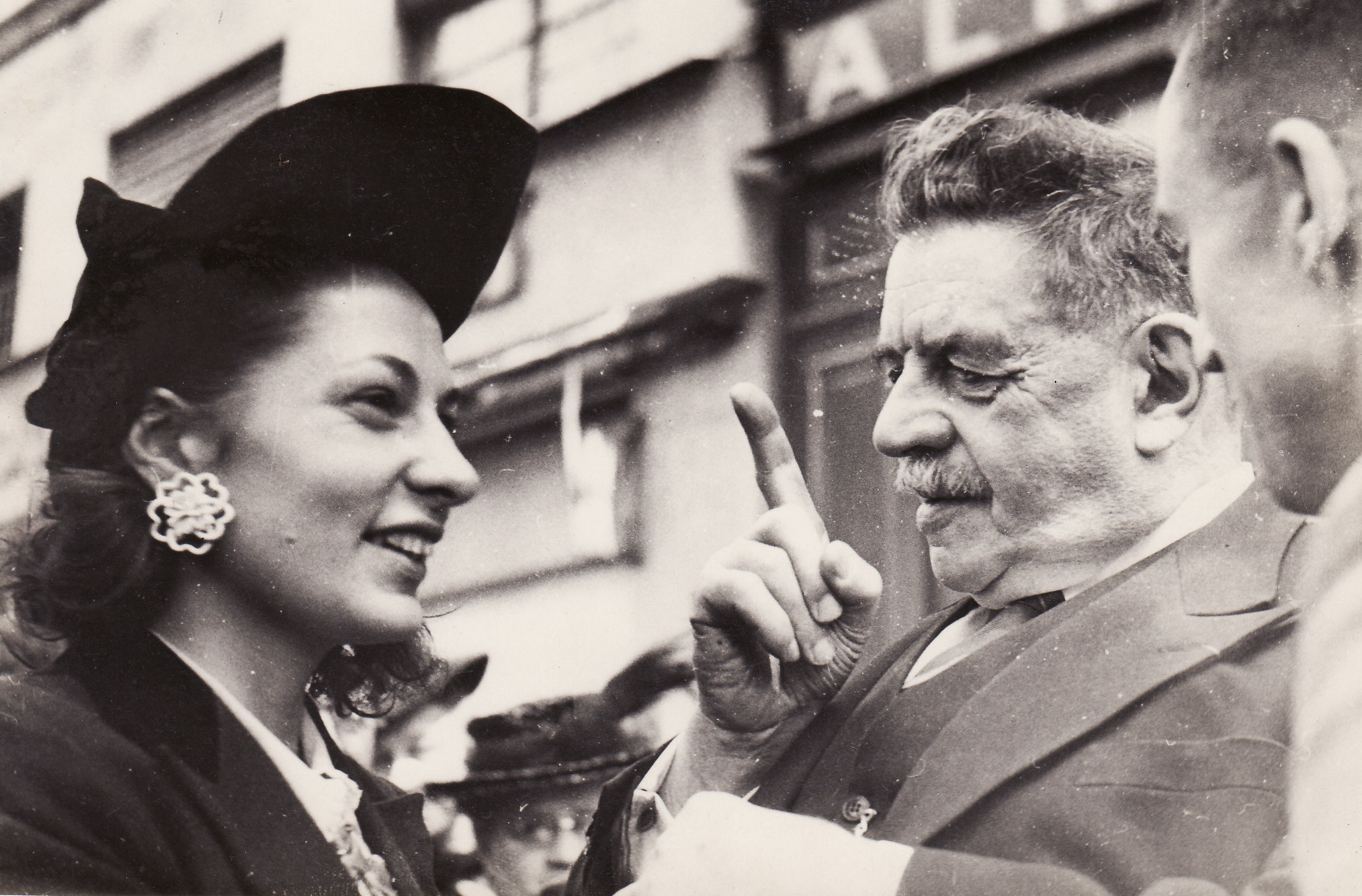
Jeannette Tavernier reçoit la médaille de la Résistance des mains d’Édouard Herriot en 1946

Membre fondateur de la Maison du Combattant de la Libération, elle se voit attribuer la médaille de la Résistance, qu'elle reçoit des mains d’Édouard Herriot en 1946 et la médaille militaire en 1953.
En novembre 1947 elle épouse Jean Ruplinger, neveu d'André Ruplinger. Ils auront trois enfants. À partir de 1958, elle reprend des études puis une activité professionnelle dans monde de la couture et plus tard, comme professeur d’enseignement technique au Lycée Jacquard à Oullins.
Elle collaborera ensuite régulièrement avec le Centre d'Histoire de la Résistance et de la Déportation, à Lyon, par ses témoignages ou ses archives personnelles, ou par exemple lors d'expositions comme en 2013 sur "La mode en temps de guerre".
En septembre 2014, quelques jours après sa mort, à l'occasion du 70e anniversaire de la Libération de la ville de Lyon, Gérard Collomb, maire de Lyon, lui rend hommage dans un discours prononcé Place Bellecour, en présence du ministre de la Défense Jean-Yves Le Drian.

## Décorations
- Chevalier de la Légion d'honneur[2]
- Médaille militaire (1953)[2]
- Croix de guerre 1939-1945[2]
- Médaille de la Résistance française (1946)[20],[2]